# Biston thoracicaria
Biston thoracicaria är en fjärilsart som beskrevs av Charles Oberthür, 1884. Biston thoracicaria ingår i släktet Biston och familjen mätare, Geometridae. Inga underarter finns listade i Catalogue of Life.

## Bildgalleri

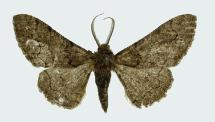
Preparerad (uppnålad) Imago fjäril, hane.
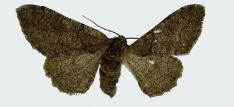
Preparerad (uppnålad) Imago fjäril, hona.